# Поль Рікар (траса)
| Назва                                    | Paul Ricard Circuit                      |
| Розташування                             | Ле-Кастелле, Франція                     |
| Географічні координати                   | 43°15′02″ п. ш. 5°47′30″ с. д. (G)       |
| Основні події                            | Формула-1, MotoGP                        |
| Довжина траси                            | 3,813 км.                                |
| Повороти                                 | 9                                        |
| Рекорд кола в теперішній конфігурації    | 1'08.012, Найджел Менсел, Ferrari (1990) |
| Статистика в чемпіонатах світу Формули 1 |                                          |
| Перший Гран-Прі                          | Гран-Прі Франції 1971 року               |
| Останній Гран-Прі                        | Гран-Прі Франції 1990                    |
| Проведено Гран-Прі                       | 14 (1971–1990)                           |
| Найбільше перемог в Гран-Прі на трасі    |                                          |
| Пілот                                    | Ален Прост (4)                           |
| Команда                                  | Williams, McLaren (по 3)                 |

Поль Рікар (фр. Paul Ricard Circuit) ― автодром у Південній Франції, який колись використовували для перегонів Формули-1 Гран-Прі Франції у сезонах 1971–1990 роках, перегонів в серії MotoGP 1988–1999 роках.
Сьогодні трасу використовують як тестову для команд Формула-1.

#### Історія
Траса побудована в 1970 році поблизу села Ле-Кастелле (за 34 кілометри на схід від середземноморського міста Марсель, Франція). Компанія Поль Рікар (найбільший французький виробник напоїв) фінансувала будівництво автодрому, в її честь і названо споруду. Трасу також інколи називають Circuit du Castellet, за назвою села, біля якого вона розташована.
В 1999 році автодром придбав Берні Екклстоун (власник комерційних прав Формули-1 і фактично найвпливовіша в ній особа). За його ініціативи автодром модернізували для імітації різноманітних умов на різних трасах в Каландарі перегонів Формула-1. Тому після цього цю трасу ще називають Paul Ricard High Tech Test Track.

#### Конфігурація
Автодром Поль Рікар — автодром «нового формату», тобто достатньо короткий за мірками 70-х років і відповідає найжорсткішим вимогам безпеки. Траса була дуже швидкісною, адже в її конфігурацію входила пряма(Mistral) довжиною майже 2 кілометрів.
Але після загибелі на тестах Еліо де Анжеліса в 1986 році, трасу скоротили до 3,8 км. (збудовано шикану між прямими Mistral і старт/фініш).
Конфігурації автодрому:
| Версія | Довжина (м) | Гран-прі                                                | Рекорд кола у кваліфікації      |
| Версія | Довжина (м) | Гран-прі                                                | Рекорд кола в гонці             |
| ------ | ----------- | ------------------------------------------------------- | ------------------------------- |
| 1971   | 5 810       | 9 (1971, 1973, 1975, 1976 1978, 1980, 1982, 1983, 1985) | 1'32.462 (1985, Кеке Росберг)   |
| 1971   | 5 810       | 9 (1971, 1973, 1975, 1976 1978, 1980, 1982, 1983, 1985) | 1'39.914 (1985, Кеке Росберг)   |
| 1986   | 3 813       | 4 (1986-1990)                                           | 1'04.402 (1990, Найджел Менсел) |
| 1986   | 3 813       | 4 (1986-1990)                                           | 1'08.012 (1990, Найджел Менсел) |

#### Переможці
| Сезон | #  | Пілот          | Конструктор    | Звіт |
| ----- | -- | -------------- | -------------- | ---- |
| 1990  | 40 | Ален Прост     | Ferrari        | Звіт |
| 1989  | 39 | Ален Прост     | McLaren-Honda  | Звіт |
| 1988  | 38 | Ален Прост     | McLaren-Honda  | Звіт |
| 1987  | 37 | Найджел Менсел | Williams-Honda | Звіт |
| 1986  | 36 | Найджел Менсел | Williams-Honda | Звіт |
| 1985  | 35 | Нельсон Піке   | Brabham-BMW    | Звіт |
| 1983  | 33 | Ален Прост     | Renault        | Звіт |
| 1982  | 32 | Рене Арну      | Renault        | Звіт |
| 1980  | 30 | Ален Джонс     | Williams-Ford  | Звіт |
| 1978  | 28 | Маріо Андретті | Lotus-Ford     | Звіт |
| 1976  | 26 | Джеймс Хант    | McLaren-Ford   | Звіт |
| 1975  | 25 | Нікі Лауда     | Ferrari        | Звіт |
| 1973  | 23 | Ронні Петерсон | Lotus-Ford     | Звіт |
| 1971  | 21 | Джекі Стюарт   | Tyrrell-Ford   | Звіт |